# Bernhard Friedrich Thibaut
Bernhard Friedrich Thibaut (ur. 22 grudnia 1775 w Harburgu, zm. 4 listopada 1832 w Getyndze) – niemiecki matematyk, profesor matematyki Uniwersytetu w Getyndze. Brat prawnika Antona Thibaut.

## Życiorys
Bernhard Friedrich Thibaut studiował matematykę i fizykę pod kierunkiem Georga Christopha Lichtenberga, Johanna Beckmanna i Abrahama Gotthelfa Kästnera. W przeciwieństwie do wielu ówczesnych naukowców niemieckich nie podróżował naukowo. Doktorat obronił i karierę naukową prowadził na swoim macierzystym uniwersytecie. Przeszedł szczeble kariery akademickiej i w 1826 roku został wybrany rektorem. Jego podręczniki do mamatyki były szeroko stosowane w ówczesnych Niemczech, a wykłady cieszyły się dużą popularnością. Był też bohaterem akademickich anegdot, jako osoba organizująca posiłki dla chorych studentów, ale też cierpiąca na depresję i pod koniec życia zamykająca się we własnym mieszkaniu.